# Home Alone (jeu vidéo)
Home Alone est un jeu vidéo édité par Altron, THQ et Probe Entertainment en 1991 et 1992 sur plusieurs supports, le gameplay du jeu étant profondément modifié entre les versions. 
Le jeu est dérivé du film Maman, j'ai raté l'avion !. Il fait l'objet d'une suite portant le nom Home Alone 2: Lost in New York.

## Système de jeu
Les différentes versions du jeu diffèrent dans leur système de jeu. 
Dans le jeu original, sorti sur NES en 1991, le joueur contrôle Kevin McCallister, le héros des films, enfant oublié à la maison par ses parents lors de leur départ en voyage. Il se déplace à travers la maison familiale et doit éviter de se retrouver face aux cambrioleurs visitant la maison, pendant un total de vingt minutes. Le personnage peut uniquement se déplacer de droite à gauche et emprunter les escaliers. Il a aussi la possibilité de poser des pièges dans lesquels tomberont les rôdeurs et de se cacher derrière certains meubles.
Dans la version Super Nintendo de 1991, le joueur doit récupérer les objets de valeur de la famille McCallister, toujours en évitant les voleurs, et les mettre en sécurité au sous-sol. Kevin McCallister doit ensuite se cacher lui-même à l'abri dans le sous-sol, en évitant les rats et les araignées. 
La version sur Mega Drive sort en 1992. Le gameplay subit des changements importants : les parties se déroulent en deux phases. Dans la première partie, le joueur fait de la luge dans le quartier, cherchant à repérer la maison dans laquelle les deux cambrioleurs cherchent à s'introduire. Une fois entré, la seconde partie commence : en 2D, il place des pièges à l'intérieur de la maison et doit faire augmenter le compteur de dégâts infligés aux deux malfaiteurs.